# Emiliano Gómez
Emiliano Gómez Dutra (Rivera, 18 september 2001) is een Uruguayaans voetballer die doorgaans als aanvaller speelt. Hij stroomde in 2018 door vanuit de jeugd van Defensor.

## Carrière
Gómez stroomde in 2018 door vanuit de jeugd van Defensor. Daarvoor debuteerde hij op 14 april van dat jaar in een met 1–0 gewonnen wedstrijd in de Primera División, thuis tegen Liverpool. Hij viel die dag in de 74e minuut in voor Germán Rivero. Vier dagen later maakte Gómez ook zijn debuut in de Copa Libertadores , in een met 3–1 gewonnen wedstrijd thuis tegen Monagas.

## Clubstatistieken
| Seizoen     | Club        | Competitie       | Competitie | Competitie | Beker | Beker | Internationaal | Internationaal | Totaal | Totaal |
| Seizoen     | Club        | Competitie       | Wed.       | Dlp.       | Wed.  | Dlp.  | Wed.           | Dlp.           | Wed.   | Dlp.   |
| ----------- | ----------- | ---------------- | ---------- | ---------- | ----- | ----- | -------------- | -------------- | ------ | ------ |
| 2018        | Defensor    | Primera División | 14         | 0          | 0     | 0     | 0              | 0              | 14     | 0      |
| 2019        | Defensor    | Primera División | 4          | 0          | 0     | 0     | 2              | 0              | 6      | 0      |
| Club totaal | Club totaal | Club totaal      | 18         | 0          | 0     | 0     | 2              | 0              | 20     | 0      |

Bijgewerkt t/m 25 mei 2019

## Interlandcarrière
Gómez nam met Uruguay –20 deel aan onder meer het Zuid-Amerikaans kampioenschap voetbal onder 20 - 2019. Hierop plaatsen zijn ploeggenoten en hij zich voor het wereldkampioenschap voetbal onder 20 - 2019.